# Şīr Bū Nu‘ayr
Şīr Bū Nu‘ayr är en ö i Förenade Arabemiraten.   Den ligger i emiratet Abu Dhabi, i den norra delen av landet, 90 kilometer norr om huvudstaden Abu Dhabi. Arean är 12,5 kvadratkilometer.
Terrängen på Şīr Bū Nu‘ayr är platt. Öns högsta punkt är 68 meter över havet. Den sträcker sig 4,7 kilometer i nord-sydlig riktning, och 4,4 kilometer i öst-västlig riktning.